# Hneng
Hneng là một xã thuộc huyện Đak Đoa, tỉnh Gia Lai, Việt Nam.
Xã Hneng có diện tích 20,91 km², dân số năm 1999 là 2.920 người, mật độ dân số đạt 140 người/km².